# Las Hijas de Violencia
Las Hijas de Violencia es un colectivo mexicano de performance feminista que a través del punk buscan evidenciar y denunciar el machismo, particularmente, el acoso callejero.

## Historia
El colectivo lo integra Ana Beatriz Martínez, Karen Condés, estudiaron actuación en la Escuela Nacional de Arte Teatral, y Betzabeth Estefanía, estudió en la Escuela Nacional de Pintura, Escultura y Grabado "La Esmeralda".  En 2012 se reunieron para realizar trabajo escénico con el tema de "ser mujer". "Nos cuestionamos sobre las opresiones que vivimos como mujeres, las asimetrías de poder que hay en nuestras vidas cotidianas, violencias que no habíamos identificado como tales por la normalización que hay respecto a ellas". Después de la detención de Pussy Riot, en Rusia, adoptaron el punk como expresión musical.
"Retoman su existencia de su madre, Violencia Rivas, precursora del “pank” en Argentina, quien con “tono hilarante, cómico, sin formalidades académicas, retomando desde el humor el símbolo de la mujer histérica" les dio vida".
Cuando salen a la calle y alguien las acosa realizan un performance inesperado: persiguen al agresor, le disparan con una pistola de confeti y cantan Sexista Punk, canción de su autoría, que inicia con “eso que tú hiciste hacia mí se llama acoso” con esto señalan el acoso sexual y sugieren que la víctima se defienda de manera lúdica.
A principios de 2015 grabaron un video de este performance, la reacción con un contraataque ante el acoso disparando pistolas de confeti, de esta manera se invierten los roles, el acosador normalmente niega haber acosado y trata de huir ante el miedo de ser ridiculizado. En enero de 2016 la televisora Al Jazeera (en español) grabó una nota breve la cual ha sido viralizada teniendo más de 5 millones reproducciones lo cual ha generado controversia sobre el tema del acoso callejero. Algunos Youtubers como Callo de hacha , Oscar Leal o El Maldad (del vídeo blog del maldad) criticaron severamente el movimiento durante la primera mitad del 2016 recibiendo duras críticas por ello , aunque muchos de sus seguidores compartían sus opiniones contrastantes.
Las hijas realizan otro performance llamado Vómito Escénico Antisexista, donde hacen representan la violencia de género en la Ciudad de México.